# حسین گل‌گلاب
حسین گل‌گلاب (مرداد ۱۲۷۴ – ۲۲ اسفند ۱۳۶۳) گیاه‌شناس، ادیب، نویسنده، شاعر، مترجم، استاد دانشگاه، موسیقی‌دان، عکاس و هنرمند ایرانی بود. او به زبان‌های فرانسه، انگلیسی، روسی، عربی و لاتین تسلط داشت و در زمینه برابر‌یابی برای دانش‌واژگان از متخصصان فرهنگستان ایران بود. سروده‌های مشهور ای ایران و آذرآبادگان از کارهای او هستند.

## زندگی
حسین گل‌گلاب در مرداد ۱۲۷۴ خورشیدی در تهران زاده شد. پدرش ابوتراب‌خان (اصالتا از زیدون بهبهان، قلعه گل‌وگلاب) مشهور به مهدی مصورالملک از نقاشان و عکاسان مشهور دوره قاجار بود که در نقاشی روی سنگ مهارت داشت و گفته می‌شود نقاشی‌های روزنامه‌های دولتی شرف و شرافت از کارهای او بودند.
از آنجا که مصورالملک با موسیقی‌دانان دوران خود دوستی داشت، فرزندش را با موسیقی آشنا کرد. به این ترتیب گل‌گلاب نواختن تار و سه‌تار را از حسینقلی فراهانی و درویش‌خان فرا گرفت. حسین پس از تأسیس مدرسهٔ موسیقی وزیری، از نخستین شاگردان آنجا شد و با همکاری کاظم وزیری و علینقی وزیری به کار موسیقی و بعدها در آنجا نیز به تدریس پرداخت.
حسین گل‌گلاب تحصیلات ابتدایی خود را در مدرسه علمیه نزد استادان آن دوره، عبدالعظیم قریب، میرزا ابراهیم قمی مسعودی، غلام‌حسین رهنما و شمس‌العلما قریب گرکانی گذراند. برای تکمیل تحصیلاتش در دوره متوسطه به دارالفنون رفت و از معلمان فرانسوی دارالفنون زبان فرانسه آموخت. او علاوه بر زبان انگلیسی و فرانسوی، مقدمات زبان روسی را نیز در کلاس اسکندرخان ماردیروسیان فرا گرفت و پس از پایان تحصیلات در دارالفنون در سال ۱۲۹۵، از سال ۱۲۹۸ به تدریس علوم طبیعی در همان مدرسه پرداخت.
حسین گل‌گلاب از ۱۲۹۸ تا ۱۳۰۷ دوازده جلد کتاب در رشته علوم طبیعی نوشت. او در همان زمان به ادامه تحصیل پرداخت و در سال ۱۳۰۱ از مدرسه عالی حقوق در رشته قضایی و علوم سیاسی فارغ‌التحصیل شد. سپس در سال ۱۳۰۷ تصدی پژوهش‌های عملی گیاه‌شناسی در دانشکده پزشکی را به‌عهده گرفت و از ۱۳۰۷ تا ۱۳۱۳ در دبیرستان نظام و دانشکده پزشکی، گیاه‌شناسی تدریس کرد.
حسین گل‌گلاب در سال ۱۳۱۴ بر پایه مقررات قانون دانشگاه به دریافت درجه دکترا در رشته علوم نائل آمد و به تدریس فیزیولوژی گیاهی در دانشسرای عالی و گیاه‌شناسی در دانشکده پزشکی پرداخت و در سازمان نوین دانشکده به استادی کرسی بیولوژی گیاهی و ریاست آزمایشگاه مربوطه انتخاب شد. در همان سال پس از گرفتن دکترای علوم به عضویت فرهنگستان ایران و سپس به مدیر کلی فرهنگستان مزبور انتخاب شد. در سال ۱۳۲۴ که ریاست دانشکده پزشکی به عهده شارل ابرلن بود، به معاونت دانشکده منصوب شد و در سال‌های بعد سمت مدیر کلی دبیرخانه دانشگاه و ریاست انجمن بیولوژی ایران را به‌عهده گرفت. او به منظور مطالعه و پژوهش علمی به کشورهای اتحاد جماهیر شوروی، بلژیک و انگلستان مسافرت کرد. از جمله این سفرها می‌توان شرکت در جشن‌های دویست و بیست ساله تأسیس فرهنگستان شوروی در خرداد ۱۳۲۴ اشاره کرد که در پاسخ به دعوت فرهنگستان علوم شوروی انجام شده بود. وی پس از بازگشت در گزارشی فعالیت مراکز و موسسات مختلف و دانشگاه‌ها و کتابخانه‌های شوروی را شرح داد.
حسین گل‌گلاب از سال ۱۳۲۶ تا ۱۳۵۱ خدمات اجتماعی مختلفی را به‌عهده داشت. او در سال ۱۳۴۵ از خدمات دولتی بازنشسته و یک سال بعد به‌عنوان نخستین استاد ممتاز دانشگاه تهران از خدمات علمی و فرهنگی او قدردانی شد. وی از سال ۱۳۴۹ تا ۱۳۵۴ رئیس هیئت مؤسسان و رئیس هیئت‌امنای مدرسه عالی علوم اراک (دانشگاه اراک کنونی) بود که آن را با کمک پرویز شهریاری و عبدالکریم قریب راه‌اندازی کرده بود. حسین گل‌گلاب از میانه سال ۱۳۴۹ در دوره دوم فرهنگستان زبان ایران عضو پیوسته بود.
حسین گل‌گلاب بیش از پنجاه قطعه نمایش کلاسیک برای هنرستان هنرپیشگی ترجمه کرد. از دیگر فعالیت‌های او می‌توان به سروده‌ها و ترانه‌هایی برای کودکان اشاره کرد. او به نقاشی و عکاسی نیز علاقه‌مند بود. تا آنجا که دوربین عکاسی بر دوش می‌انداخت و پابه‌پای غلامرضا رشید یاسمی و روح‌الله خالقی و استادش علینقی وزیری به تپه ماهورهای طبیعت ایران سر می‌کشید و گونه‌های پوشش گیاهی ایران را رصد می‌کرد. همچنین او نخستین کسی بود که آزمایشگاه‌های گیاهی ایران را به میکروسکوپ مسلح کرد.
وی در حال تهیه فرهنگ‌نامه‌ای در زمینه گیاه‌شناسی بود که در ۲۲ اسفند ۱۳۶۳ درگذشت و در بهشت زهرای تهران به خاک سپرده شد. از او سه فرزند به نام‌های فرخ گل‌گلاب (مهندس راه و ساختمان)، هما گل‌گلاب (دکتر داروسازی و شیمی آلی) و داریوش گل‌گلاب (دکتر و متخصص رادیولوژی) به یادگار ماند.

## موسیقی
در ۱۳۰۳ علی‌نقی وزیری گروه موسیقی خود را تأسیس کرد و برای ارکستر آن بجز تار معمولی، سه نوع تار با طول‌های مختلف طراحی کرد که در واقع یک ارکستر مجلسی چهار بخشی بود که با موسی معروفی، حسین گل‌گلاب، ادیب، حسنعلی صبا، اسماعیل مهرتاش، صادق خانی و محمد صادق اربابی اجرا می‌شد. گل‌گلاب در همان حال که همگام با هنرمندان تراز اول دوران خود در نواختن ساز، نوازنده‌ای ماهر به‌شمار می‌آمد، در سرودن شعر و ترانه هم هم‌ردیف بزرگانی چون علی‌اکبر شیدا، عارف قزوینی و ملک‌الشعرای بهار ارزیابی می‌شد.
گل‌گلاب از شاعران سرشناس زمان خود بود. از آنجا که هم نت می‌دانست و هم به موسیقی وارد بود. بر خلاف سایر شعرا که سرودن شعر روی آهنگ برایشان مشکل بود، او کلمات را با نت‌های موسیقی تطبیق می‌داد. او به تشویق وزیری چندین سرود و تصنیف تهیه کرد که از میان آن‌ها می‌توان به سرودهای حماسی ای ایران و آذر آبادگان با صدای غلامحسین بنان و خاک ایران و پایدار ایران اشاره کرد. تصنیف‌های دیگری مانند زبان عشق با صدای عبدالعلی وزیری، ره عشق و بلبل مست با صدای بنان و همچنین وصال دوست که وزیری آن را در پرده اصفهان ساخته از او به یادگار مانده‌اند.

## سرودای ایران
حسین گل‌گلاب سراینده سرود ای ایران است. بنا بر روایتی پس از جنگ جهانی دوم و اشغال ایران توسط قوای روس و انگلیس و آمریکا در سال ۱۳۲۳ یک روز زمانی که گل‌گلاب از خیابان هدایت رد می‌شد، متوجه حرکات دور از نزاکت بعضی از سربازان خارجی با مردم شد. او به انجمن موسیقی ملی در خیابان هدایت (محله ولی‌آباد) رفت و با ناراحتی این جریان را برای روح‌الله خالقی تعریف کرد. خالقی بسیار متأثر شد. این موضوع انگیزه‌ای شد تا خالقی آهنگی بسازد و گل‌گلاب شعر آنرا بنویسد. حاصل این همکاری سرود ای ایران است که نخستین اجرای آن در ۲۷ مهر ۱۳۲۳ در نخستین کنسرت ارکستر انجمن موسیقی ملی در سالن سینما تهران، در خیابان استانبول برای دو شب متوالی برگزار شد. این سرود در همان مجلس سه بار تکرار شد و هر بار شور و هیجانی را در جمع به وجود آورد. استقبال و تأثیر این سرود باعث شد که وزیر فرهنگ وقت، هیئت نوازندگان را به مرکز پخش صدا فرستاد تا صفحه‌ای از آن ضبط و همه روزه از رادیو تهران پخش شود. اجرای دیگر، مربوط به سال‌های ۱۳۳۷ تا ۱۳۴۲ در ارکستر بزرگ برنامه گل‌ها است که غلامحسین بنان خواننده محبوب این سرود را خواند. سرود ای ایران در آواز دشتی ساخته شده و ملودی اصلی آن از برخی از نغمه‌های موسیقی بختیاری که از فضایی حماسی برخوردارند، وام گرفته شده است. از دیگر ویژگی‌های آن این است که واژه‌های بیگانه کمی در آن استفاده شده و بیشتر واژگان آن فارسی هستند.
خالقی چندی بعد و تحت تأثیر همین سرود و با شعری از گل‌گلاب سرودی به نام آذربایجان ساخت که تحت تأثیر اشغال آن منطقه توسط قشون روسیه شوروی بارها اجرا شد.
در سال‌های پایانی دهه ۱۳۶۰ ناصر تقوایی، از حسین سرشار خواننده کلاسیک و اپرا خواست که در فیلم خود ای ایران نقش معلم سرودی که به دانش آموزانش این سرود را آموزش می‌دهد، بر عهده بگیرد.
فیلم مستند مرز پرگهر که در سال ۱۳۸۹ به تهیه‌کنندگی و کارگردانی میلاد درویش و هومن ظریف رضائیان تولید شد، به شرح تفصیلی زندگی، اندیشه و آثار حسین گل‌گلاب می‌پردازد و دربارهٔ چگونگی ساخته‌شدن سرود ملی «ای ایران» با بازماندگان آفرینندگان این سرود به بحث می‌نشیند.

## فرهنگستان ایران
در سال ۱۳۱۳ به دستور رضاشاه و به همت محمدعلی فروغی، فرهنگستان ایران تأسیس شد. مصوبات فرهنگستان دوره نخست همگی با توشیح رضاشاه در روزنامه اطلاعات برای عموم مردم به چاپ می‌رسیدند. حسین گل‌گلاب و کسانی همچون محمود حسابی، علی‌اصغر حکمت، علی‌اکبر دهخدا، غلامرضا رشید یاسمی و غلامحسین رهنما از نخستین اعضای فرهنگستان بودند. در سال ۱۳۱۴ حسین گل‌گلاب به دلیل تخصص در معادل‌یابی اصطلاحات رشته‌های علمی به عضویت پیوسته فرهنگستان ایران برگزیده شد و در سال ۱۳۱۵ سردبیری فرهنگستان را پذیرفت. او نخستین دبیر فرهنگستان زبان فارسی بود.
گل‌گلاب در وضع واژه‌های علوم طبیعی، به ویژه گیاه‌شناسی سهم به‌سزایی داشت. او در این‌باره گفته بو: «بنده حتی قبل از به وجود آمدن فرهنگستان ۲۰۰ تا۳۰۰ لغت ساختم و در کتاب‌های درسی به کار بردم مثل کاسبرگ، تخمدان، پرچم و…. بعد که فرهنگستان تشکیل شد، کسی با آن‌ها مخالفتی نکرد. خیلی‌ها اصلاً نمی‌دانستند که این لغات قبلاً وجود نداشته‌است، جزئی از زبان شده و مردم آن‌ها را پذیرفته بودند و در مدارس نیز آن‌ها را به‌کار می‌برند؛ حتی مخالفان معادل‌سازی نیز با این لغات مخالفتی نداشتند.»
او همچنین خالق واژه‌های علمی و پرمعنایی مانند قارچ، جلبک و گلسنگ در متون زیست‌شناسی ایران بود.

## کتاب‌ها و مقالات
آثار نوشتاری علمی گل‌گلاب متنوع بود و در سطوح مختلف آموزشی مورد استفاده قرار می‌گرفت. در دورانی که رشته‌های تحصیلی در مقطع دبیرستان یا متوسطه در حال شکل‌گیری بود، کتاب‌های آموزشی او در رشته طبیعی یا به اصطلاح امروز گروه تجربی، به دبیران دوره طبیعی دبیرستان‌های کشور کمک می‌کرد تا بتوانند دیپلمه‌هایی را که در دهه‌های بعد در رشته‌های مختلف زیرگروه علوم تجربی در دانشگاه‌ها ادامه تحصیل می‌دادند، آموزش دهند. نثر او یکی از نمونه‌های درخشان نثر فارسی در کتاب‌های غیرداستانی است. اما کارهای ادبی او نیز درخششی کمتر از کارهای علمی‌اش ندارند و سروده‌های وی از کارهای ماندنی موسیقی ایرانی است و بسیاری او را یکی از بهترین ترانه‌سرایان ایرانی می‌دانند.
آثار حسین گل‌گلاب به دو گروه اصلی علمی و هنری تقسیم می‌شوند. آثار علمی شامل زیرگروه‌هایی نظیر شیمی، فیزیک، جغرافیای طبیعی، فیزیولوژی گیاهی و حیوانی هستند. آثار هنری نیز شامل موسیقی، شعر، تئاتر و اپرا می‌شوند. او بیش از پنجاه قطعه نمایش کلاسیک برای هنرستان هنرپیشگی نوشت که برخی از این نمایشنامه‌ها در مجلات به چاپ رسیدند. او همچنین اپرای کارمن و اپرای فاوست را به نظم فارسی مطابق با آهنگ‌های اصلی ترجمه کرد. یک سال پس از درگذشت وی، مقاله‌ای با عنوان یادی از حسین گل‌گلاب در مجله چیستا، شماره سه، سال ۱۳۶۴ به چاپ رسید که در آن به خدمات علمی و آموزشی او اشاره شد. از جمله پایان‌نامه دکترای او که راجع به نباتات ایران است و خلاصه آن در سال ۱۳۱۳ به چاپ رسیده بود و در آن شش هزار گیاه که در ایران می‌رویند توصیف شده‌بودند.
آثار علمی او در دو بخش کتاب و مقاله از قرار زیر است:

### کتاب‌ها
الف: گیاه‌شناسی
- تاریخ طبیعی (برای مدارس متوسطه) شامل:

1. جلد اول: گیاه‌شناسی برای دوره متوسطه
2. جلد دوم: حیوان‌شناسی برای سال دوم متوسطه
3. جلد سوم: زمین‌شناسی برای سال سوم متوسطه

- تاریخ طبیعی، گیاه‌شناسی برای سال اول پزشکی
- گیا، راهنمای گیاهی
- گیاه‌شناسی، نشریه شماره یازده، دانشگاه تهران با مشارکت احمد پارسا

ب: حیوان‌شناسی
- تاریخ طبیعی، جلد دوم، حیوان‌شناسی برای سال دوم متوسطه
- تشریح و فیزیولوژی حیوانی، برای سال چهارم متوسطه
- جانورشناسی، انتشارات وزارت فرهنگ، چاپ علمی، ۱۳۴۴ خورشیدی

ج: جغرافیا
- جغرافیا، تهران، ۱۳۱۰، سربی
- جغرافیای نظامی آسیا، همراه با سرلشکر احمد وثوق، تهران، سربی
- دوره جغرافیا، در سه جلد، ۱۳۱۴ و ۱۳۱۵، در ۱۳۵ صفحه
- فرهنگ اصطلاحات جغرافیایی، همراه با احمد آرام، صفی اصفیا، غلامحسین مصاحب، مصطفی مقربی، تهران ۱۳۳۸، سربی، وزیری، ۱۲+ ۵۹–۱۵ صفحه
- مشخصات جغرافیای طبیعی ایران، م.پ. پتروف روسی، ترجمه حسین گل‌گلاب، تهران، نشریه ۴۴۹ دانشگاه تهران، ۱۳۲۶، سربی، وزیری، ۱۶۷ صفحه

د: علوم دیگر
- حفظ الصحه، شرکت مطبوعات، ۱۳۰۸–۱۳۱۴، ۱۶۶ صفحه
- شیمی فلزات، برای سال چهارم دبیرستان، شرکت مطبوعات، تهران ۱۳۱۷، سربی (نقل از مشار، جاهای مختلف).

### مقالات
الف: گیاه‌شناسی
- افتیمون، نامه دانشسرای عالی، شماره اول
- نام علمی چند گیاه، مجله سخن علمی، شماره چهارم

ب: تاریخ علم
- رازی و کتاب الاسرار، مجله رازی، جلد اول، ۱۳۵۵ خورشیدی
- جمجمه ابن سینا و تصویر حقیقی او، سالنامه دنیا، شماره ۱۴، ۱۳۳۷ خورشیدی
- لابراتوار مدرسه مبارکه دارالفنون، سالنامه دنیا، شماره ۱۸، ۱۳۴۱ خورشیدی

ج: فرهنگی و واژه‌شناسی
- شش سال در فرهنگستان ایران، سالنامه دنیا، شماره ۲۶، ۱۳۴۹ خورشیدی
- دوازده سال در فرهنگستان ایران، سالنامه دنیا، شماره ۲۷، ۱۳۵۰ خورشیدی
- نیازمندیهای زبان فارسی به واژه‌های علمی، محله هور، شماره ۳۵، اردیبهشت ۱۳۵۳
- یک پیشنهاد کوچک، دربارهٔ پسوند "پژ"، مجله چیستا ۱، ۱۳۶۰ خورشیدی

د: علوم دیگر
- معماری پارتی، ترجمه، مجله چیستا ۳، ۱۳۶۴ خورشیدی

## پیوند مرتبط
- مرز پرگهر (فیلم)